# 白濱對蝦
白濱對蝦（Litopenaeus setiferus）是濱對蝦屬下的一種蝦，生活在北美洲的大西洋沿岸和墨西哥灣中。

## 形態
白濱對蝦長度可達197（7.8英寸），雌蝦比雄蝦大，觸鬚的長度可達體長的三倍。它通體青白色，體側泛粉，有黑色斑點。

## 生態
白濱對蝦一般分佈于潮間帶和河口地區的溫水中，低於3 °C（37 °F）的水中無法生存，僅在溫度超過20 °C（68 °F）时生長。它是一種雜食動物，以海草和生物碎屑為食。红鼓鱼和很多海龜為其天敵。

## 捕撈
大西洋沿岸的美國原住民本來就有捕食白濱對蝦的傳統，殖民者到來之後也將其當做一種美食，美國的商業捕撈出現於1709年之前。

## 外部連接
- White shrimp （页面存档备份，存于） NOAA FishWatch